# Walkaway
Walkaway (Ir embora) é um romance de fantasia contemporânea do autor canadense Cory Doctorow. Foi publicado em abril de 2017 sob uma licença Creative Commons, gratuito para download em vários formatos, incluindo ASCII e PDF. Walkaway é uma história de afastamento do "não trabalho", vigilância e controle por uma elite oligárquica brutal e imensamente rica; amor e romance; uma economia de presentes pós-escassez; revolução e eventual guerra; e um meio de finalmente acabar com a morte.

## Resumo da trama
A história se passa em nosso futuro próximo, em um mundo sem trabalho, arruinado pelas mudanças climáticas e pela poluição criadas pelo homem, e onde as pessoas estão sob vigilância e são governadas por uma elite mega-rica, Hubert, Etc, seu amigo Seth e Natalie, decidem que não têm nada perder virando as costas e se afastando do mundo cotidiano ou da "realidade padrão".  Com o advento da impressão 3D - e especialmente a capacidade de usá-las para fabricar fabricantes ainda melhores - e com máquinas que podem procurar e reprocessar resíduos ou materiais descartados, eles não precisam mais do padrão para os fundamentos básicos da vida, como comida, roupas e abrigo.
À medida que mais e mais pessoas optam por "ir embora", a elite dominante não aceita essas mudanças sociais. Eles usam militares, policiais e mercenários para atacar e atrapalhar os novos assentamentos dos walkaways.  Algo em que a elite está especialmente interessada é na pesquisa científica que os walkaways estão realizando que podem finalmente acabar com a morte - e tudo isso leva à revolução e eventual guerra.